# 국제물제휴
국제물제휴(Global Water Partnership)는 1996년에 세계은행, UNDP 및 스웨덴의 International Development Agency가 함께 설립하였으며, 수자원의 지속가능한 관리에 대해 각 국가를 지원하는 것을 목적으로 한다. 사무국은 스웨덴의 스톡홀름에 있고 세계적으로 9개 지역본부가 있으며 수자원 관련 단체나 기관이 회원이 된다.

## 같이 보기
- 국제물관리연구소